# Харламов, Николай Михайлович (адмирал)
Николай Михайлович Харламов (6 [19] декабря 1905, Жуковка, Орловская губерния — 9 апреля 1983, Москва) — советский военно-морской деятель и дипломат, адмирал (11.05.1949), кандидат военно-морских наук (27.01.1970).

## Биография
Родился в Жуковке (ныне — Брянской области). Его отец был железнодорожным кондуктором, скончался в 1917 году. Чтобы помогать матери растить трёх младших детей, Николай пошёл работать на лесопильный завод (летом работал, зимой продолжал учиться в школе). После окончания школы стал конторщиком на заводе. В 1922 году состоял в кадровом составе местного отряда ЧОН, был помощником командира взвода.
На службе в РККФ с сентября 1922 года, поступив на флот по комсомольскому призыву. Член ВКП(б) с 1925 года. Окончил Военно-морское политическое училище им. С. Г. Рошаля в 1924 году и Военно-морское училище им. М. В. Фрунзе в 1928 году.
Командную службу начал в Морских силах Чёрного и Азовского морей (с 1935 — Черноморский флот): c октября 1928 — вахтенный начальник, завхоз эсминца «Дзержинский» (октябрь 1928 — сентябрь 1930), командиром которого в то время был И. С. Юмашев. В 1931 году окончил артиллерийский класс Специальных курсов командного состава ВМС и вернулся на Чёрное море. Продолжил службу с мая 1931 года артиллеристом, с января 1932 — помощником командира эсминца «Фрунзе», с октября 1933 — командир эсминца «Дзержинский», с октября 1936 — командир эсминца «Бодрый», с августа 1937 года — командир крейсера «Ворошилов». В октябре 1937 года назначен начальником оперативного отдела штаба Черноморского флота. С февраля 1938 — начальник штаба Черноморского флота. С ноября 1940 года учился на курсах усовершенствования высшего начальствующего состава при Военно-морской академии им. К. Е. Ворошилова. После их окончания в апреле 1941 года назначен начальником Управления боевой подготовки ВМФ.
После начала Великой Отечественной войны был в той же должности, начало войны встретил в Таллине, где находился во главе инспекции наркомата ВМФ в штабе Балтийского флота. В июле 1941 года в составе советской военной миссии генерала Ф. И. Голикова направлен в Великобританию и США. Уже будучи в Лондоне, 20 июля 1941 года был назначен военно-морским атташе при посольстве СССР в Великобритании. Будучи человеком напористым, но при этом тактичным, сумел наладить эффективное взаимодействие с британском военными кругами и даже с руководством Secret Intelligence Service, обеспечивая Москву значительным количеством разведывательной информации. Возглавлял работу советской разведки по сбору разведывательной информации о Германии, в том числе и в английских военных кругах, которой британское руководство по ряду причин не желало делиться с СССР.  Осуществлял связь с британским Адмиралтейством, в том числе по вопросам организации поставок морем в Мурманск. Внёс значительный вклад в открытие «Второго фронта» в Европе, участвовал в операции «Оверлорд» на борту британского крейсера «Mauritius». В августе 1944 года был отозван из Англии.
С 20 ноября 1944 года — вновь начальник Управления боевой подготовки ВМФ. С апреля 1945 года —  заместитель начальника Главного морского штаба ВМФ — начальник Оперативного управления ГМШ ВМФ. В 1948 году был назначен членом «Суда чести» над адмиралами Н. Г. Кузнецовым, Л. М. Галлером, В. А. Алафузовым и Г. А. Степановым.
После войны продолжил службу в ВМФ СССР, в апреле 1946 года назначен заместителем начальника Генерального штаба Вооружённых сил СССР по военно-морским силам. С февраля 1950 по декабрь 1954 года — командующий 8-м ВМФ на Балтийском море. В 1954 году убыл на учёбу в академию, в 1956 году окончил военно-морской факультет Высшей военной академии им. К. Е. Ворошилова. Сразу после окончания в июле 1956 года назначен начальником этого же военно-морского факультета Высшей военной академии им. К. Е. Ворошилова. С ноября 1956 по май 1959 года — командующий Балтийским флотом. В мае 1959 отправлен в Китайскую народную республику, где занял пост военного специалиста по ВМС НОАК.
В январе 1961 года отозван в СССР и назначен председателем Морского научно-технического комитета ВМФ. С декабря 1967 года — начальник Военно-научного управления ВМФ СССР.
С августа 1971 — в отставке. Продолжал активную деятельность, был членом редколлегии журнала «Морской сборник» и на руководящей работе во Всесоюзном обществе «Знание».
Депутат Верховного Совета СССР 4-го и 5-го созывов (1954—1962). Депутат Верховного Совета Крымской АССР (1938—1945). Член Бюро ЦК Компартии Эстонии (1950—1955).
Умер 9 апреля 1983 года, похоронен на Кунцевском кладбище Москвы.

## Награды

### Советские
- Орден Ленина (1947)

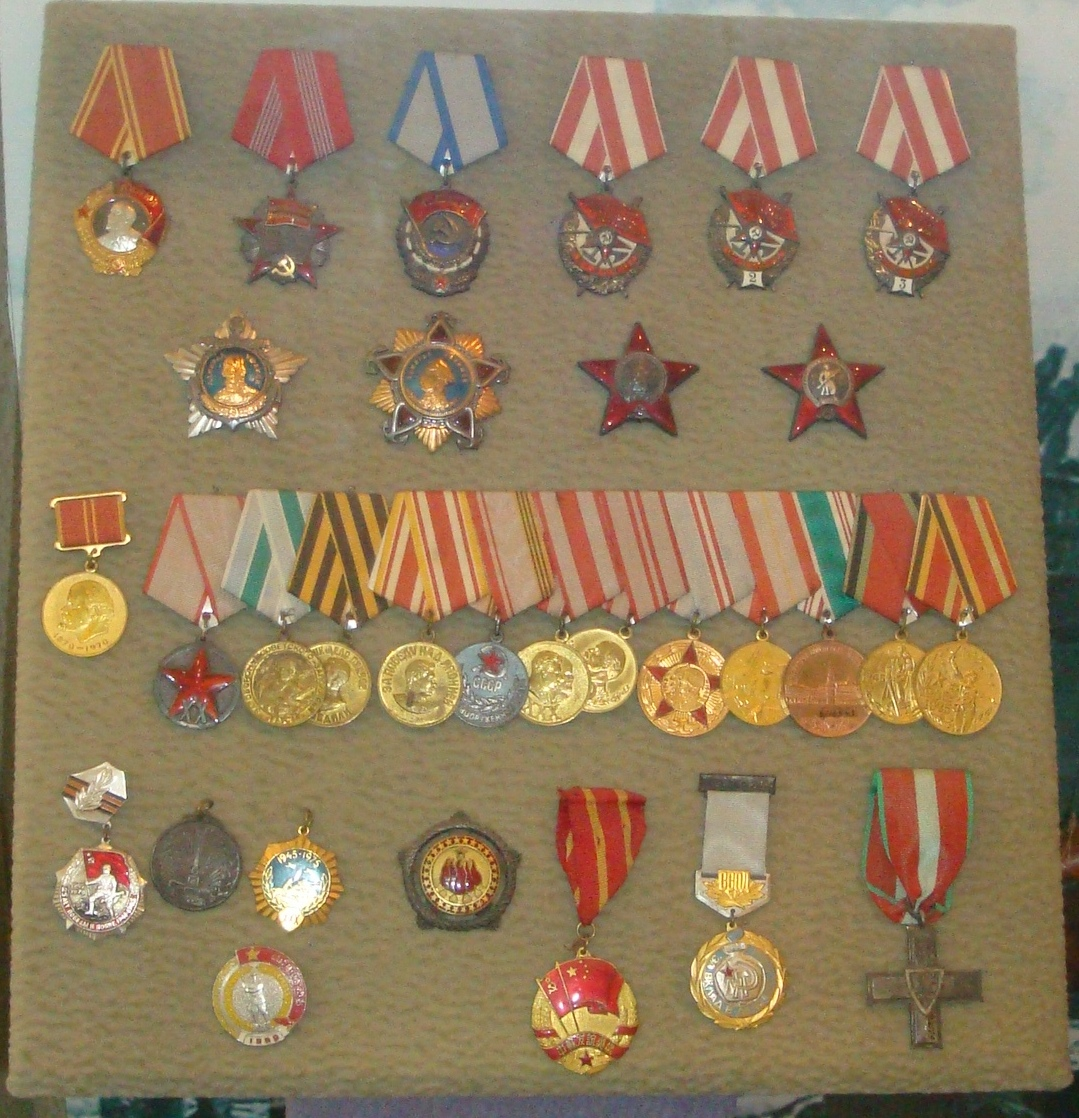
Награды Н. М. Харламова в Центральном музее Вооружённых Сил в Москве

- Орден Октябрьской Революции (1975)
- 3 Ордена Красного Знамени (22.01.1944, 3.11.1944, 1953)
- Орден Ушакова 1-й степени (28.06.1945)
- Орден Нахимова 1-й степени (14.09.1945)
- Орден Трудового Красного Знамени
- 2 ордена Красной Звезды (22.02.1938, 1965)
- Медали СССР

### Иностранные
- Орден Братства и единства 1-й степени (СФРЮ, 5.08.1946)
- Орден «Крест Грюнвальда» 2-й степени (ПНР, 21.05.1946)
- Медаль «За освобождение Кореи» (КНДР)
- Медаль «Китайско-советская дружба» (КНР)

## Воинские звания
- Капитан 3-го ранга (1936)
- Капитан 1-го ранга (14.02.1938, минуя звание капитана 2-го ранга)
- Контр-адмирал (4.06.1940)
- Вице-адмирал
- Адмирал (11.05.1949)

## Память
В честь Н. М. Харламова назван большой противолодочный корабль «Адмирал Харламов», с 1990 года стоящий на вооружении Северного флота.

## Публикации
- Харламов Н. М. Трудная миссия. — Москва: Воениздат, 1983. — 224 с.[13]